# 달성 (비디오 게임)

플레이어가 업적 완료에 대해 받을 수 있는 알림의 예

달성, 업적, 성과, 성취, 트로피(trophy), 어치브먼트(achivement)는 비디오 게임에서 게임의 변수 바깥에서 정의된 메타(meta)성 목표이며, 비디오 게임 내에서 플레이어가 특정 작업이나 과제를 숙달했음을 나타내는 디지털 보상이다. 일반적으로 비디오 게임의 목표를 정의하고 추가 게임 플레이에 직접적인 영향을 미치는 퀘스트 (비디오 게임 용어), 작업 및 레벨 (비디오 게임 용어)의 게임 내 시스템과 달리 성과 관리는 일반적으로 게임 환경 및 아키텍처의 범위 밖에서 이루어진다.

## 같이 보기
- 엑스박스 네트워크
- 플레이스테이션 네트워크
- 스팀 (서비스)
- 게임 센터
- 구글 플레이 게임